# Locus Award for Best First Novel
Vencedores do Locus Award for Best First Novel ou Prêmio Locus de Melhor Primeiro Romance, premiado pela revista de ficção científica e fantasia Locus. Os prêmios apresentados em um determinado ano são para trabalhos publicados no ano anterior. O prêmio de melhor primeiro romance foi apresentado pela primeira vez em 1981.

## Vencedores
| Year       | Novel                                                                | Author               |
| ---------- | -------------------------------------------------------------------- | -------------------- |
| 1981       | Dragon's Egg                                                         | Robert L. Forward    |
| 1982       | Starship & Haiku                                                     | Somtow Sucharitkul   |
| 1983       | Ratha's Creature                                                     | Clare Bell           |
| 1984       | Tea with the Black Dragon                                            | R. A. MacAvoy        |
| 1985       | Three Californias Trilogy                                            | Kim Stanley Robinson |
| 1986       | Contato                                                              | Carl Sagan           |
| 1987       | The Hercules Text                                                    | Jack McDevitt        |
| 1988       | War for the Oaks                                                     | Emma Bull            |
| 1989       | Desolation Road                                                      | Ian McDonald         |
| 1990       | Orbital Decay                                                        | Allen Steele         |
| 1991       | In the Country of the Blind                                          | Michael F. Flynn     |
| 1992       | The Cipher                                                           | Kathe Koja           |
| 1993       | China Mountain Zhang                                                 | Maureen F. McHugh    |
| 1994       | Cold Allies                                                          | Patricia Anthony     |
| 1995       | Gun, with Occasional Music                                           | Jonathan Lethem      |
| 1996       | The Bohr Maker                                                       | Linda Nagata         |
| 1997 (tie) | Reclamation                                                          | Sarah Zettel         |
| 1997 (tie) | Whiteout                                                             | Sage Walker          |
| 1998       | The Great Wheel                                                      | Ian R. MacLeod       |
| 1999       | Brown Girl in the Ring                                               | Nalo Hopkinson       |
| 2000       | The Silk Code                                                        | Paul Levinson        |
| 2001       | Mars Crossing                                                        | Geoffrey A. Landis   |
| 2002       | Kushiel's Dart                                                       | Jacqueline Carey     |
| 2003       | A Scattering of Jades                                                | Alexander C. Irvine  |
| 2004       | Down and Out in the Magic Kingdom                                    | Cory Doctorow        |
| 2005       | Jonathan Strange & Mr Norrell                                        | Susanna Clarke       |
| 2006       | Hammered/Scardown/Worldwired                                         | Elizabeth Bear       |
| 2007       | Temeraire : His Majesty's Dragon/ Throne of Jade /Black Powder War’’ | Naomi Novik          |
| 2008       | Heart-Shaped Box                                                     | Joe Hill             |
| 2009       | Singularity's Ring                                                   | Paul Melko           |
| 2010       | The Windup Girl                                                      | Paolo Bacigalupi     |
| 2011       | The Hundred Thousand Kingdoms                                        | N. K. Jemisin        |
| 2012       | The Night Circus                                                     | Erin Morgenstern     |
| 2013       | Throne of the Crescent Moon                                          | Saladin Ahmed        |
| 2014       | Ancillary Justice                                                    | Ann Leckie           |
| 2015       | The Memory Garden                                                    | M. Rickert           |
| 2016       | The Grace of Kings                                                   | Ken Liu              |
| 2017       | Ninefox Gambit                                                       | Yoon Ha Lee          |